# Asterix affinis
Asterix affinis är en skalbaggsart som först beskrevs av Schmidt 1893.  Asterix affinis ingår i släktet Asterix och familjen stumpbaggar. Inga underarter finns listade i Catalogue of Life.